# جاده زرین سمرقند
جاده زرین سمرقند فیلمی به کارگردانی  و نویسندگی ناصر ملک مطیعی محصول سال ۱۳۴۶ است.

## خلاصه داستان
خلیفه هارون الرشید و جعفر برمکی به عنوان بازرگان به خانه جوانی پارسی به نام رفیع، که سرور گدایان است می‌روند و متوجه می‌شوند که رفیع و یارانش درصدد برانداختن خلیفه از تخت حکومت هستند...

## بازیگران
- ایرن زازیانس
- ناصر ملک مطیعی
- رضا ارحام صدر
- سهیلا
- نصرت‌الله محتشم
- میرمحمد تجدد
- فرشته فرشاد
- یدالله محمدی‌نژاد
- نظام الدین کیایی
- پیران نصیری
- فرهاد
- کشانی
- مزینانی
- پرویز جهانشاه
- سعید محقق
- مصطفی ابراهیمیان